# Моё кино
«Мое кино» — книга известного армянского режиссера документального кино Артавазда Пелешяна, в которой он описал разработанный им и с успехом примененный в ряде фильмов метод дистанционного монтажа. Издана в Ереване (Армения), в 1988 году, издательством «Советакан грох» (издана на русском языке).
В 1987 году режиссер получил Первый приз Союза кинематографистов СССР «за теоретические и литературные работы, вошедшие в книгу „Мое кино“ и отражающие уникальный творческий опыт развития кинематографической мысли».
В предисловии «Вверяемое слову кино» составитель книги, журналист, деятель искусств, директор Исторического музея Армении Анелка Григорян назвала книгу «Мое кино» «неожиданным жестом художника, в своем творчестве никогда не взывающего к слову».

## Содержание
В книгу вошли избранные киносценарии Артавазда Пелешяна и статья «Дистанционный монтаж, или теория дистанции», в которой режиссер разъясняет суть нового метода монтажа и его отличие от известных концепций «киноглаза» и «кинокулака» Дзиги Вертова и Сергея Эйзенштейна, развитием которых автор считает дистанционный монтаж.
В качестве наглядного примера в книге приведены монтажные листы фильмы «Мы», который удостоился Гран-при Международного фестиваля в Оберхаузене.
Завершает книгу раздел «Кино Пелешяна», где собраны мнения журналистов и киноведов не только об отдельных фильмах Пелешяна, но и о творчестве режиссера в целом.

## Киносценарии
В книгу вошли сценарии фильмов:
- «Начало» (1967)
- «Мы» (1969)
- «Обитатели» (1970)
- «Времена года» (1975)
- «Наш век» (1982)
- «Homo Sapiens» (не экранизирован)
- «Мираж» (не экранизирован)
- «Тайная вечеря» (не экранизирован)

Сам Пелешян признавался: «Пока я не вижу фильм, я не начинаю снимать». Сценарии Пелешяна больше похожи на подробные раскадровки, где каждая строчка — емкое, но яркое описание кадра, или звуковой дорожки. Большинство сценариев разделены на части-эпизоды, которые в фильмах не всегда разделяются титрами — это схема-путеводитель для режиссера, в которой четко видны ритм, развитие и атмосфера картины. Каждый сценарий занимает от 4 до 10-12 страниц, тогда как фильм, расписанный на 10-и страницах, может длиться полчаса, или 40 минут (для сравнения, в американском формате киносценария каждая страница соответствует минуте фильма).
Сценарий полуторачасового фильма «Homo Sapiens» занимает всего 51 страницу. В качестве визуальных референсов к картине режиссер подобрал фрагменты известных полотен мастеров Возрождения — Рафаэля, Ботичелли, Микеланджело, Дюрера и других.

Сценарий фильма «Тайная вечеря» умещается на половине страницы.
На экране — знаменитое полотно Леонардо да Винчи «Тайная вечеря» с Иисусом Христом и двенадцатью апостолами. Звучит реквием. Камера медленно наезжает на полотно. Постепенно в кадре уменьшается количество изображенных фигур. Сначала мы видим всех, потом десятерых, восьмерых, шестерых, четверых, двоих, Иисуса Христа и, наконец, камера, на ходу корректируя свое движение, находит Иуду Искариота и останавливается на его крупном лице. Он сидит в тени и смотрит в сторону Иисуса Христа. Вдруг резко обрывается музыка. Неожиданно на полотне оживает изображенная фигура Иуды Искариота. Он испуганно оглядывается и, как будто заметив, что камера смотрит только на него, резким движением поднимает руку и закрывает лицо от объектива. Со всех сторон фиксируя его в такой позе, раздаются яркие вспышки и щелчки фотоаппаратов. Вновь начинает звучать реквием. Камера медленно отъезжает от него. А на экране постепенно появляется знаменитое полотно Леонардо да Винчи «Тайная вечеря» с Иисусом Христом и всеми его учениками. Сценарий фильма «Тайная вечеря». Артавазд Пелешян. «Мое кино».

## Дистанционный монтаж
Рождение без родителей. Представьте себе чудовище, которое пожирает то, от чего само рождается. Или процесс, где одни, умирая, не знают, кого рождают, другие, рождаясь, не знают, кого убивают. Артавзд Пелешян. Эпиграф к статье «Дистанционный монтаж, или теория дистанции». Из книги «Мое кино».
Дистанцией Пелешян называет «разъединение» кадров. В целом, дистанционный монтаж нельзя назвать монтажом в прямом смысле этого слова, так как монтаж — это соединение кадров, тогда как метод дистанции предполагает их «расстыковка». Еще на уровне сценария Пелешян определяет несколько основных — «опорных» — кадров, которые потом будут несколько раз повторяться в течение фильма. Однако каждый раз повторяющийся кадр (или звук) звучит по-новому, приобретая нарастающее значение. Между двумя такими «опорными» кадрами, которые при обычном монтаже должны были быть соединены в склейку, монтируются другие кадры, которые, в свою очередь, тоже могут повторяться в других эпизодах или склейках. Таким образом, количество «опорных» кадров в фильме увеличивается, а смысловая наполненность уплотняется к концу фильма.
Подобное «разъединение» двух, дополняющих друг друга по смыслу, кадров заставляет зрителя проделывать «монтаж ассоциаций» у себя в голове, что делает каждый фильм Пелешяна чрезвычайно субъективным произведением, рождающимся заново с каждым новым зрителем. Сам Пелешян считает, что кино работает не только с визуальными или аудиальными органами человека, но и с памятью. Так, общие очертания фильма охватываются зрителем только после того, как он собрал воедино все детали, представленные на экране.
При таком раскладе кадры взаимодействуют не только с показанными на экране изображениями, но и — что самое главное — с «отсутствующими» изображениями, которые однако, подразумеваются, если собрать воедино все ассоциативные кусочки мозаики дистанционного монтажа. Сам Пелешян считает, что это самое сложное в методе дистанции, ведь кадры, связанные с существующими и «отсутствующими» кадрами, создают не третий смысл, как, например, в теории Эйзенштейна, но «смысл в квадрате», который увеличивается с каждым новым повторением «опорных» кадров или эпизодов, умножается на каждом новом «витке» фильма.

Сам Пелешян объясняет это следующим образом.
"Если монтажные связи, рассмотренные с точки зрения «стыка» или «интервала» между «соседними кадрами, можно обозначить так: {\displaystyle A\leftrightarrow B} — то с точки зрения дистанционного монтажа связи между кадрами (или блоками) выглядят совсем по-другому: {\displaystyle (A\longleftrightarrow B)\longleftrightarrow (A\longleftrightarrow B)} Эта схема очень сильно упрощает действительную картину, поскольку дистанционное взаимодействие между кадрами и блоками происходит на разных расстояниях, через множество промежуточных звеньев, настолько сложными и извилистыми путями, что невозможно сразу дать проекцию общей формы их совокупного движения. Скажу главное: дистанционный монтаж придает структуре фильма не форму привычной монтажной „цепи“ и даже не форму совокупности различные „цепей“, но создает в итоге круговую или, точнее говоря, шарообразную вращающуюся конфигурацию». Артавазд Пелешян. «Мое кино».
В отличие от своих преподавателей из ВГИКа, Пелешян не считает, что кино — это синтетическое искусство, которое эксплуатирует звук или музыку, питается им. Кино автономный вид искусства, который «берет свою пищу оттуда же, откуда ее берут музыка, литература, изобразительное искусство». Поэтому при дистанционном монтаже звук является важной составляющей фильма. Если до Пелешяна звук долгое время расценивался, как сопровождение визуального ряда, своего рода фон, или некий эмоциональный резонатор, в лучшем случае — контрапункт изображению, то при методе дистанции звук может вовсе заменить изображение, «ликвидировать» его.
«Если в первом опорном участке монтажа изображение выполняет главную функцию, а звук — функцию подчиненную, то во втором, дистанцированном участке, эти функции меняются местами. Теперь звук становится главным, а изображение находится в подчинении. Иными словами, в ходе фильма они меняют свои территории».

Еще одним свойством дистанционного монтажа является «изменение статуса крупности некоторых планов».
«Многие считают, что крупный план нельзя непосредственно монтировать с общим, что их можно склеивать только через средний план. Я считаю, что это миф, выдуманный норматив. Возможности монтажа, по моему убеждению, бесконечны. Кто может отрицать, что вполне возможно смонтировать сверхкрупный план человеческого глаза с общим планом Галактики!» Артавазд Пелешян."Мое кино".
Так, в финале картины «Мы» в третий раз появляется центральный для картины образ, до этого обозначенный крупным планом девочки с тревожным взглядом, но теперь уже с другим изображением, сопровождаемым, однако, знакомым музыкальным аккордом, — формально общий план людей, стоящих на балконах дома, оказывается одним из самых «крупных» в фильме. Алексей Артамонов.
Еще одной особенностью дистанционного монтажа можно назвать некое «уплотнение смыслов», которое непременно возникает при увеличении количества «опорных» кадров в фильме. В беседе с Александром Сокуровым и Гансом-Йоахимом Шлегелем в Штутгарте (1995) Пелешян отметил: «Действительно выяснилось, что при такой длительности [полтора часа и больше] и впрямь чрезвычайно трудно работать по принципу дистанционного монтажа. Дистанционный монтаж сжимает весь материал». И хотя всю фильмографию Пелешяна можно посмотреть за четыре часа, это не означает, что методом дистанции невозможно создать полнометражный фильм. Смонтированный методом дистанции фильм «Мы» (1969) в первоначальном варианте был полнометражным, однако после ряда замечаний и последующем перемонтаже окончательный вариант фильма длится 23 минуты. Фильм «Наш век» (1982) уже приближается к полному метру (длиться 50 минут). A opus magnum режиссера — фильм «Homo Sapiens», сценарий которого представлен в книге «Мое кино», задумывался на хронометраж полтора часа.

## Отношение к Эйзенштейну и Вертову
Уже после фильмов «Начало» и «Мы» Пелешяна стали упрекать в подражании теориям 20-х годов, в частности — Эйзенштейна и Вертова. Однако сам Пелешян считает, что его дистанционный монтаж кардинально отличается от понятий «киноглаза» и «кинокулака» Вертова и Эйзенштейна.

Если в теориях Эйзенштейна и Вертова в центре внимания оказывается соединение двух кадров — «стык» по Эйзенштейну, или «интервал» по Вертову, — которые вместе «рождают вывод», то Пелешяна больше интересует «разъединение» двух кадров и дистанция, которая возникает между двумя ними.
«Взяв два опорных кадра, несущих важную смысловую нагрузку, я стремлюсь их не сблизить, не столкнуть, а создать между ними дистанцию. Идейный смысл, который я хочу выразить, достигается лучше всего не в стыке двух кадров, а в их взаимодействии через множество звеньев». Артавазд Пелешян. «Мое кино».
Параджанов называл Пелешяна «одним из немногих подлинных киногениев», а многие деятели кино считают, что «Пелешян единственный, кто сказал что-то новое в монтаже после Эйзенштейна». «Прежде было принято указывать на связь монтажных опытов Пелешяна с принципами Вертова и Эйзенштейна, но если тут и можно говорить о какой-то преемственности, то Пелешян подхватил их исследования там, где они их оставили, и, руководствуясь принципами самой жизни, вывел на тот уровень целостности, о которой не мог помыслить революционный авангард», — пишет Алексей Артамонов.

Об этой связи сам Пелешян писал так:
«Все то, что может помочь мне выразить на экране мои чувства и мысли, я всегда стремился взять из того лучшего, что создали не только Эйзенштейн и Вертов, но и все мои прямые и косвенные педагоги: Герасимов, Ромм, Юткевич, Кристи, Параджанов, Чухрай, Бергман, Рене, Куросава, Пазолини, Кубрик и другие. Я не столько исходил из Вертова и Эйзенштейна, сколько приходил к ним в результате. Но внутренне я чувствовал, что не повторяю их принципы и не подражаю им, а стремлюсь сделать что-то свое». Артавазд Пелешян. «Мое кино».

## Последователи дистанционного монтажа
«Когда я писал теоретическую работу о монтаже, меня спрашивали, не боюсь ли я, что все смогут использовать этот прием. Я ответил, что не боюсь, так как по своей сути он не так прост, как может показаться». Артавазд Пелешян. Мастер-класс во ВГИКе.
Даже при неугасающем интересе к теории дистанционного монтажа за рубежом, у Пелешяна не очень много последователей. Первым, кто попытался использовать теорию дистанции в своих фильмах, был Жан-Люк Годар, который «смог увидеть в методе Пелешяна возможность преодолеть политическое измерение и строить универсальные высказывания, обращенные как ко всему человечеству, так и к каждому человеку в отдельности».

Учеником Пелешяна себя называет и Годфри Реджио.
«Если я произвожу искры, то он — шаровые молнии». Реджио Годфри.
Действительно, монтаж Реджио нельзя назвать дистанционном, поскольку в его фильмах все еще важен стык двух кадров — неважно, дополняют ли они друг друга, или создают контрапункт — «столкновение».
Первым в ряду своих учителей кино Пелешяна назвал и Александр Сокуров. Сам Пелешян, в ответ на это утверждение, сказал, что «самое важное, что объединяет его и Сокурова, это природа кино, язык кино».

## Журналисты и критики о Пелешяне и дистанционном монтаже
«Дистанционный монтаж воздействует через изображения, которых больше не существует, — целое постепенно проявляется из частностей, включенных в общую „музыку идеи“ и связываемых воедино посредством памяти. Каждый зритель сам проводит эту монтажную работу, причем происходит это скорее в подсознании, чем в сознании». Алексей Артамонов.
«Он один из немногих режиссеров, а может, и единственный, кому удалось выявить в монтаже этическое измерение». Олег Аронсон.
«Его называют документалистом. Это неверно. Документальное кино имеет дело с фактом, оно фиксирует факт, как бы удостоверяя его подлинность. Для Пелешяна факт не есть цель, а всего лишь материал. Более того, если документальное кино повествует об уже имевшем место, завершившемся факте, то Пелешян нам показывает совершающееся, вечно повторяющееся, момент творения». Мкртич Стамболцян.
«Фильмы Пелешяна нельзя втиснуть в шкатулку привычных жанров. Да, действительно, их основной материал — документ и оригинальные съемки. Однако с этим исходным материалом Пелешян обращается так, как поэт с находящимися в его распоряжении явлениями действительности». Баршонь.
"Фильмы Пелешяна дали самое сильное кинематографическое ощущение с момента «Броненосца „Потемкин“. Это новая грань. Это явление — новаторское». Мария Гонта.
«Географическое происхождение вируса известно. Нет, не Америка, но — Голливуд. Вакцина известна в меньшей степени: государственное регулирование помогает не слишком. Оно никогда не воспрепятствует „стопроцентно французским“ фильмам стремиться к подражанию голливудскому образцу. Поэтому последний так мощно изничтожает другие формы жизни, другие способы создания кино, другие способы показа мира. Фильмы Пелешяна — здоровые особи. …Черно-белые, состоящие из документальных кадров (архивных или снятых им самим), почти без слов и совершенно без закадрового текста. Они разрабатывают метод сотворения кино, ничем не обязанный ни литературному повествованию, ни театральному представлению, они изобретают „чисто“ кинематографический язык». Жан-Мишел Фродон.